# Caso ERE en Andalucía
El caso ERE fue un caso de corrupción política que consistió en el desvío de al menos 679 millones de euros de dinero público de la Junta de Andalucía para beneficiar durante años a empresas, trabajadores y organizaciones sindicales afines al PSOE. Por la cuantía defraudada, por el número de implicados, por la alta responsabilidad política de los condenados y por la cantidad de juicios a los que ha dado pie está considerado el mayor caso de corrupción política de España.
La Audiencia Provincial de Sevilla condenó por estos hechos a 19 cargos políticos de la Junta de Andalucía, entre ellos los expresidentes socialistas José Antonio Griñán, a seis años de prisión, y Manuel Chaves, a nueve años de inhabilitación, una sentencia que fue ratificada por el Tribunal Supremo. Actualmente, el caso se dirige hacia un pleito ante el Tribunal de Justicia de la Unión Europea (TJUE) después de que el Tribunal Constitucional, en una decisión sin precedentes, haya tratado de obligar a la Audiencia de Sevilla a dictar una sentencia más benévola con los acusados.
El también llamado escándalo de los ERE en Andalucía, EREscándalo, EREgate, caso del fondo de reptiles u Operación Heracles, hace referencia al procedimiento judicial iniciado para enjuiciar los delitos cometidos por una red de corrupción política integrada en el seno de la Junta de Andalucía, gobernada por el Partido Socialista Obrero Español de Andalucía (PSOE-A) entre 1980 y 2018, y del Sindicato Unión General de Trabajadores (UGT). A su vez, UGT está encausado en el denominado caso UGT de Andalucía por la malversación de 680 millones de euros para financiarse ilegalmente, causa que está siendo investigada por el Juzgado de Instrucción n.º 9 de Sevilla.
De acuerdo con la primera sentencia de esta macrocausa, el fraude realizado en el periodo comprendido entre los años 2000 y 2009 asciende a un total de 680 millones de euros. No obstante, a falta de cuantificar el año 1999 y los ejercicios 2010 y 2011, se estima que dicha cantidad puede alcanzar los mil millones de euros.
La mitad de los miembros del gobierno autonómico andaluz ha sido acusada por delitos de corrupción política. En la década previa al destape del caso, la Junta de Andalucía está acusada de diseñar, instaurar y ejecutar un plan para desviar dinero público de los ERE legales hacia el bolsillo de familiares, amigos y militantes afines al partido en el gobierno, el PSOE-A. La patrimonialización de la Junta de Andalucía por parte del PSOE-A llegó hasta el punto de incumplir con la obligación legal de reclamar la cantidad defraudada en el proceso judicial, siendo consejera de Hacienda de Andalucía, María Jesús Montero. Asimismo, el Gobierno andaluz presidido por Susana Díaz ocultó a la Justicia documentos del Instituto de Fomento de Andalucía (IFA), que después se convertiría en la agencia pública IDEA (Agencia de Innovación y Desarrollo de Andalucía), entre los que figura un convenio firmado en 1999 por el vicepresidente de la empresa Campofrío y el ex director general del IFA, para la concesión de ayudas ilegales y en la que participó la entonces consejera de Cultura de la Junta de Andalucía y exvicepresidenta del Gobierno español, Carmen Calvo, que prueban el fraude de los ERE.
La Cámara de Cuentas de Andalucía, en sucesivos informes anuales, ha señalado la ausencia de control en la ejecución del gasto presupuestario por parte de la Junta de Andalucía. En el informe de 2017 se detecta que hay 2.988,6 millones de euros en subvenciones otorgadas pendientes de justificar. De acuerdo con la Autoridad Independiente de Responsabilidad Fiscal (AIReF), en España las administraciones públicas destinan más de 14 mil millones de euros en subvenciones públicas con una «ausencia de planificación estratégica en las políticas públicas», sin coordinación y sin evaluación de la eficiencia del gasto. Los partidos políticos conceden muchas de las líneas de subvenciones a fondo perdido y sin competencia, es decir, a los particulares que ellos quieren. El sindicato más representativo del Cuerpo Técnico de Hacienda de la Administración General del Estado (Gestha), reprocha al Gobierno de España, presidido por Pedro Sánchez, la falta de medios para controlar el gasto público.
Integrando el grupo de las denominadas macrocausas (Formación, Faffe, Transferencias de financiación, Santana y Avales), el caso ERE está siendo investigado por el juzgado de instrucción número 6 de Sevilla, cuya instrucción fue inicialmente llevada a cabo por la juez Mercedes Alaya, quien tras ser apartada del caso por el Tribunal Superior de Justicia de Andalucía, Ceuta y Melilla (TSJA), fue sustituida por la juez María de los Ángeles Núñez Bolaños, a quien la Fiscalía Anticorrupción acusa de «pasividad evidente» ante las prescripciones de los hechos de numerosos ex altos cargos de la Junta de Andalucía,
Por otra parte, la juez Núñez Bolaños acordó el 11 de octubre de 2016 sobreseer el caso Formación, y el 23 de enero de 2017 devolvió a la Junta de Andalucía toda la documentación —18.023 expedientes por importe de 2.896,48 millones de euros correspondientes a ayudas repartidas entre 2002 y 2012—. Sin embargo, en julio de 2019, la Audiencia Provincial de Sevilla ordenó reabrir el caso.
En junio de 2019, la juez Núñez Bolaños se dio de baja por motivos personales y fue sustituida por el juez José Ignacio Vilaplana Luquero, que se había incorporado como refuerzo del juzgado el 1 de febrero de 2016 y que hasta ese momento se encargaba de los asuntos ordinarios. En julio de 2019, bajo la jefatura de Alejandro Luzón Cánovas, la Fiscalía Anticorrupción denunció a la jueza Núñez Bolaños ante el Consejo General de Poder Judicial (CGPJ) por dilatar las investigaciones. Al mismo tiempo, su marido, el médico forense Julio Guija Villa, accede a una jefatura en la Junta de Andalucía como cargo de libre designación para dirigir el Instituto de Medicina Legal de Sevilla (que él mismo sugirió crear) con una sustancial subida salarial.
En una entrevista concedida al periódico ABC en 2018, la juez Mercedes Alaya dijo que PSOE y PP votaron en el CGPJ apartarla de las macrocausas porque había miedo a que siguiera investigando los cursos de formación, donde habían encontrado hechos sumamente graves.Y en una conferencia pronunciada en el Club Siglo XXI de Madrid, afirmó lo siguiente: «Tenemos al poder político metido en el poder judicial».
La Junta de Andalucía, que se personó como acusación particular, en su escrito de acusación exculpó a los expresidentes Manuel Chaves y José Antonio Griñán. Sin embargo, en julio de 2019 y en una decisión sin precedentes, acusó a María José Rofa, exasesora técnica de la Dirección General de Trabajo y testigo clave que rebatió la supuesta ignorancia esgrimida por los expresidentes citados, como responsable de un menoscabo de fondos públicos. El nuevo gobierno andaluz ordenó el pago de al menos 924 mil euros a una veintena de procesados en la causa judicial para costear sus defensas.
El 15 de diciembre de 2019, el Gobierno de España presidido por Pedro Sánchez intervino financieramente a la Junta de Andalucía por incumplir la Ley Orgánica 2/2012, de 27 de abril, de Estabilidad Presupuestaria y Sostenibilidad Financiera en 2018, cuando el PSOE-A aún se encontraba al frente del gobierno autonómico presidido por Susana Díaz, cuyas cuentas fueron elaboradas por la entonces consejera de Hacienda de Andalucía y en la actualidad ministra de Hacienda de España en funciones, María Jesús Montero.
El 16 de julio de 2024 el Tribunal Constitucional anuló las condenas de los dos expresidentes de la Junta de Andalucía, José Antonio Griñán y Manuel Chaves. El Constitucional ordenó a la Audiencia Provincial de Sevilla dictar otra sentencia en la que rebaje sustancialmente la pena por prevaricación y elimine íntegramente la de malversación, que es la que comportaba cárcel en el caso de José Antonio Griñán. El tribunal tumbó la interpretación de esos delitos que hizo en 2019 la Audiencia sevillana y que ratificó en 2022 el Tribunal Supremo.

## Antecedentes
En el año 2001, la Junta de Andalucía, presidida por Manuel Chaves, inició un procedimiento para respaldar económicamente a empresas con problemas, que se veían obligadas a presentar expedientes de regulación de empleo, ERE, para realizar prejubilaciones o despidos, y a los trabajadores afectados por estos ERE. Para lo que creó la partida presupuestaria «31L», aprobada por el Parlamento de Andalucía en los presupuestos de la comunidad autónoma cada año ininterrumpidamente. Esta partida fue dotada con 721 millones de euros hasta el año 2011 y, para su finalización, debería ampliarse hasta la cifra de 1.217 millones. La Junta afirma que el procedimiento es legal, aunque la oposición del Partido Popular y varios medios de comunicación lo niegan, afirmando que el fondo y la utilización de todo el dinero del que disponía la Junta, es irregular.

### Características
La investigación sostiene que existieron graves deficiencias en la gestión de las ayudas a los ERE puesto que, a cuenta de dicha partida 31L que fue llamada «fondo de reptiles», se concedieron:
- Prejubilaciones presuntamente fraudulentas, pagadas a personas que nunca habían trabajado en las empresas afectadas (12,3 millones de euros).
- Subvenciones a empresas que no estaban presentando un ERE e, incluso, a personas que no llegaron a crear ninguna empresa (73,8 millones de euros).
- Comisiones, muy por encima del valor de mercado, a intermediarios entre la Junta y los trabajadores: aseguradoras, consultoras, bufetes de abogados y sindicalistas (entre 50 y 68 millones de euros).

Constituyendo un fraude total de casi 94,1 millones de euros. Un informe de la Dirección General de Seguros, organismo del Ministerio de Economía y Competitividad de España, eleva el fraude a 152 millones.
Asimismo, la juez no descarta el pago de sobornos a cargos políticos de la Junta por parte de los comisionistas.

### Etimología del término fondo de reptiles
El que fuera viceconsejero de Empleo de la Junta de Andalucía entre los años 1999 y 2008, Francisco Javier Guerrero Benítez, declaró ante la policía que la partida 31L era utilizada como un «fondo de reptiles». La expresión fondo de reptiles procede de la época de la unificación de Alemania. El canciller Otto von Bismarck disponía de fondos robados en las guerras a sus enemigos. Con aquellos fondos financiaba propaganda a su favor y silenciaba a sus críticos (a los que él llamaba reptiles). La prensa utiliza este término para referirse a dicha partida presupuestaria 31L. También se emplea dicho término para los fondos secretos que la policía emplea, presuntamente, en pagar a delatores.

## Casos Mercasevilla
El origen de las investigaciones se encuentra en la extorsión perpetrada por directivos de la entonces empresa mixta Mercasevilla —que en la actualidad es de titularidad pública exclusivamente—, los cuales exigieron un soborno a dos empresarios para la concesión de una escuela de hostelería. La empresa Grupo La Raza, que iba a abrir una escuela de hostelería en terrenos de Mercasevilla, recibió una subvención de 900.000 euros de la Junta de Andalucía para este propósito. El empresario se vio sorprendido por dos personas que le exigían la mitad de la subvención, a cambio de garantizarle posteriormente una subvención para dar cursos de formación.  Dos exdirectores de Mercasevilla y el exdelegado provincial de Empleo de la Junta de Andalucía, Antonio Rivas, fueron condenados por este caso, aunque Antonio Rivas fue absuelto posteriormente por el Tribunal Supremo que consideró que durante el proceso había sido vulnerada su presunción de inocencia.
A partir de la investigación en dicha empresa municipal salieron a la luz presuntas irregularidades en la venta de unos terrenos propiedad de la empresa municipal en un concurso público supuestamente amañado de lo que se derivó un sumario aparte, es el caso llamado de los terrenos de Mercasevilla. El inicio del juicio por la venta de los suelos está fijado para el 19 de diciembre de 2016 en el Juzgado de lo Penal n.º 13 de Sevilla, estando previsto inicialmente que se desarrolle en 24 sesiones, finalizando, en principio el 10 de marzo, día en el que supuestamente finalizaría el juicio con los informes de las defensas y el derecho a última palabra de los diez acusados. Los acusados son Antonio Rodrigo Torrijos, Domingo Enrique Castaño, el ex gerente de Mercasevilla, Fernando Mellet; el exconcejal del PSOE Gonzalo Crespo; el exasesor jurídico de la lonja, el abogado Jorge Piñero; el presidente del Grupo Sando, José Luis Sánchez Domínguez; el vicepresidente y consejero delegado de Sando, Luis Sánchez Manzano; el exvicepresidente del área inmobiliaria de Sando, José Luis Miró Morales; la exjefa de Vía Pública de Urbanismo, María Victoria Bustamante; y el economista José Antonio Ripollés.
En el caso de la venta de los suelos presuntamente se amañó la venta, adjudicándose los terrenos a SANMA, pese a que otra oferta presentada ofertaba 50 millones de euros más. Fue en julio de 2009 cuando la entonces titular del Juzgado de Instrucción 6, Mercedes Alaya, se refirió por primera vez a la venta ilegal de los suelos de Mercasevilla durante un interrogatorio a los ex responsables de la lonja, Fernando Mellet y Daniel Ponce, entonces investigados, ahora condenados, por extorsionar a dos empresarios. Esta operación urbanística se amañó, según la magistrada, para que la constructora Sanma (filial del grupo Sando) ganara el citado concurso pese a no presentar la oferta económica más ventajosa para el mercado central, que fue de Noga (50 millones de euros más). La constructora se vio beneficiada, presuntamente, mediante dos cláusulas descritas en el pliego de condiciones: la denominada limitación al alza, que penalizaba extrañamente las ofertas superiores al 10% de la media de las restantes, y el derecho de superficie previo. Este último requisito sólo lo cumplía Sanma, ya que meses antes adquirió parte de los suelos de Mercasevilla a la empresa Larena98, que se deshizo de los terrenos por dificultades para construir.
Un tercer sumario se centra en las irregularidades que pudieron haberse cometido en los ERE solicitados por Mercasevilla en los años 2003 y 2007, es el caso del ERE de Mercasevilla.
Fue en la investigación del caso del ERE de Mercasevilla llevada a cabo por la juez Mercedes Alaya, donde se detectó que un militante del PSOE de Andalucía residente en Baeza había sido incluido en un ERE de Mercasevilla sin haber trabajado nunca para esta empresa. El posterior descubrimiento de más falsos prejubilados en otros ERE hizo que se derivara el caso de los ERE.
La juez Alaya ha abierto una quinta causa en el asunto de Mercasevilla en la que imputa a los antiguos dirigentes de la empresa delitos de prevaricación y malversación en la adjudicación de la gestión de una guardería para la empresa.

## Casos de ERE irregulares
Desde el año 2000 hasta la actualidad, la Junta de Andalucía ha subvencionado prejubilaciones en 68 empresas que se acogieron a los planes gubernamentales de empleo. El total del fondo destinado a ayudar a estas empresas durante este período, el llamado fondo de reptiles, ascendió a 647.869.157,45 euros, de los cuales 560 millones se utilizaron para pagar las prejubilaciones de los ERE, y los 87 millones restantes tuvieron el fin de respaldar procesos de reestructuración de empresas en crisis.
La prejubilación es una fórmula de finalización de contratos laborales, utilizada por acuerdo entre las empresas, los trabajadores y en su caso la Administración, si participa en la financiación de estas. Pese a ser una fórmula que por sí misma no constituye una ilegalidad (de hecho, la práctica de la prejubilación está ampliamente extendida en las empresas españolas), su uso en este caso está cuestionado por la Policía Judicial.
El fraude se produce por la inclusión como prejubilados en los expedientes de regulación de empleo de las empresas beneficiadas del fondo a personas que no habían tenido relación laboral con esas empresas o indicando que lo habían hecho por unos periodos de tiempo mayores a los reales. La investigación interna ha detectado 267 prejubilaciones irregulares en un total de 5982 casos analizados. De las 267 irregularidades, 141 corresponden a trabajadores que cobraban una prejubilación mayor que la que les correspondería, y 126 eran personas infiltradas que jamás trabajaron en estas empresas. Entre los prejubilados irregulares se encontró a ocho militantes del PSOE, que fueron expulsados del partido inmediatamente después de ser descubiertos en los EREs. También se descubrió a un militante del Partido Popular entre los presuntos casos irregulares. El resto de las prejubilaciones no presentaba ninguna anomalía.
Con todos los expedientes analizados, la investigación de la Consejería de Empleo, enviada a la juez del caso, ha calculado que el 1,12% del fondo, es decir, aproximadamente nueve millones de euros, acabaron en las falsas prejubilaciones mencionadas arriba. El resto habría ido a financiar las prejubilaciones restantes que no presentaban anomalías; sin embargo, la oposición del Partido Popular no cree en los datos de la Consejería de la propia Junta (que está implicada en la trama) y ha afirmado en repetidas ocasiones que la totalidad del fondo se ha utilizado de forma fraudulenta. El principal partido de la oposición también estima que existen 190 ERE ya finalizados que no han sido investigados y en los que podría haber prejubilados falsos, igual que en los ERE analizados por la Junta.

## Subvenciones fraudulentas a empresas de la comarca de la Sierra Norte de Sevilla
Las subvenciones para empresas en crisis, como se indica arriba, ascendieron a 85 millones de euros. Estas eran gestionadas por el director general de Empleo de la Junta de Andalucía, Francisco Javier Guerrero Benítez, de una forma totalmente discrecional y arbitraria, sin ningún tipo de trámite ni control gubernamental o parlamentario. Guerrero llegó a autorizar peticiones de ayudas que le llegaban en un post-it. La investigación de la juez Mercedes Alaya ha dado a conocer que Guerrero otorgó 887 subvenciones de forma irregular. Ante estos datos, la juez decretó el ingreso en prisión de Guerrero.
Más de la mitad de estas subvenciones (50 millones de euros) tuvieron como destino municipios de la Sierra Norte de Sevilla cuyos alcaldes eran del PSOE. Entre los imputados por este fraude está Ángel Rodríguez de la Borbolla, alcalde de Cazalla de la Sierra, hermano del expresidente andaluz José Rodríguez de la Borbolla y accionista de tres empresas que recibieron más de 6 millones de euros del "fondo de reptiles".
Juan Francisco Trujillo, chófer del director general de Empleo, Francisco Javier Guerrero, acusó a este ante la Guardia Civil de haberse autorizado a sí mismo y a él, ayudas por valor de un millón y medio de euros, con el fin de constituir dos empresas y una granja de pollos en la Sierra Norte de Sevilla. El chófer de Guerrero anunció ante los medios que con ese dinero no se formó ninguna empresa, sino que fue gastado en cocaína, copas y prostitución. Igualmente, Trujillo también afirmó que sobornaba a Guerrero para conseguir más subvenciones.

## El método de investigación
La Consejería de Empleo de la Junta de Andalucía está colaborando con la juez del caso en la investigación de las irregularidades de los ERE. A principios de marzo del mismo año el caso se elevó a la fiscalía anticorrupción, afirmando el Fiscal General del Estado Conde-Pumpido que analizaría la documentación exhaustivamente y llegaría "hasta el final".
El 16 de marzo de 2011 la juez Mercedes Alaya admitió la presentación de la Junta de Andalucía como acusación particular en el caso. Tanto la consejera de la Presidencia, Mar Moreno, como el titular de Empleo, Manuel Recio, comparecieron para hacer constar su intención de recuperar todo el dinero que se haya pagado en las prejubilaciones falsas o irregulares descritas arriba.

### Comisión de investigación parlamentaria
Entre febrero de 2011 y junio de 2012, el Parlamento andaluz rechazó sistemáticamente la creación de una comisión de investigación para los ERE mientras el PSOE-A tuvo la mayoría absoluta del pleno. El Partido Socialista defendió el modelo utilizado de investigación interna y asistencia a la juez y argumentó que el establecimiento de una comisión haría la investigación más larga y engorrosa. Por su parte, los otros dos partidos de la cámara autonómica, el Partido Popular e Izquierda Unida, argumentaban que la negativa del PSOE a crear la comisión parlamentaria se debía a que el entonces presidente de la Junta, José Antonio Griñán, estaría inmerso en la trama corrupta y sus compañeros de partido trataban de encubrir. El entonces presidente Partido Popular de Andalucía Javier Arenas pidió la dimisión del presidente autonómico Griñán quien contestó a estas peticiones afirmado que ni él ni ninguno de los parlamentarios socialistas estaban implicados en la trama de los ERE irregulares.
Finalmente en junio de 2012 el Parlamento creó esta comisión, al ser una de las condiciones de Izquierda Unida en su pacto con el PSOE tras las elecciones autonómicas. El vicepresidente del Parlamento, Ignacio García Rodríguez, sería el presidente de esta comisión de investigación en la que compareció a petición propia el presidente autonómico, José Antonio Griñán.
La comisión finalizó el 28 de noviembre de 2012. En un parlamento sin mayoría absoluta y con cada formación apoyando únicamente sus tesis, los trabajos se cerraron sin aprobar ninguna resolución sobre el caso. No hubo acuerdo entre las fuerzas políticas: el PSOE sólo exigía responsabilidades políticas al director general de Empleo, Francisco Javier Guerrero Benítez; IU, a los exconsejeros Antonio Fernández García y José Antonio Viera; mientras el PP elevaba la culpabilidad hasta la cima de la Junta de Andalucía, en las figuras de los presidentes autonómicos Manuel Chaves y José Antonio Griñán.

## Personajes públicos implicados
De las presuntas prejubilaciones fraudulentas encontradas en el "fondo de reptiles", probablemente la más destacada sea la de Antonio Fernández García, exconsejero de Empleo de la Junta durante la mayor parte de la realización de la trama. Fernández, incluido en el ERE de la empresa vinícola González Byass, figuraba en dicho expediente como trabajador de la empresa desde el día de su nacimiento. El 14 de marzo de 2011 Fernández fue imputado por tres delitos, de malversación de fondos públicos, prevaricación y tráfico de influencias.
Otro caso con gran repercusión es el de Francisco Rodríguez Donaire, exalcalde y actual consejero socialista del ayuntamiento de Valverde del Camino (Huelva). Durante un tiempo trabajó como administrativo en Minas de Río Tinto S.A., empresa beneficiada del fondo, pero en el ERE de esta empresa Rodríguez Donaire figuraba como minero, con una prejubilación mucho más cuantiosa que la que le habría correspondido con su auténtico empleo (administrativo). Rodríguez Donaire asegura que nunca percibió ninguna prejubilación al ser incompatible con su sueldo de concejal. Es una de las irregularidades detectadas por Alaya en el ERE de la Faja Pirítica de Huelva, organizado por el actual alcalde de Sevilla, Juan Ignacio Zoido
Ramón Polo, militante del Partido Popular y exconcejal de La Carolina (Jaén), es otro de los cargos políticos hallados entre los prejubilados irregulares de los ERE. Polo figuraba como prejubilado en el ERE de la empresa Gres de Vilches, donde sólo había trabajado 170 días. El portavoz del PSOE en el Parlamento de Andalucía, Mario Jiménez, compareció al conocer este caso, pidiendo explicaciones de cómo un empleado de esa empresa pudo prejubilarse con tan pocos días de servicio. El presidente del PP de la provincia de Jaén, José Enrique Fernández de Moya, respondió inmediatamente a las palabras de Mario Jiménez, afirmando que la inclusión de Ramón Polo en el ERE de Gres de Vilches es una treta del PSOE.
Cristina Ruiz, candidata incluida en la lista del PP a la alcaldía de Córdoba consiguió que su padre fuera asegurado en un ERE para una empresa en la que nunca trabajó, y, como gerente de PROMI, una empresa especializada en la atención a minusválidos, participó en un ERE en el que se colaron 18 "intrusos".
En diciembre de 2011 el exjugador de fútbol vasco, Pizo Gómez, fue acusado de cobrar un cheque de €460 742 a su nombre por impartir su empresa, "Cenforpre", unos cursos de Prevención de riesgos laborales.
Álvaro, hijo de Ruiz-Mateos, tenía una póliza a su nombre por valor de 2,4 millones de euros, en lugar de tenerla a nombre de la Empresa Dhul.
También está imputado Manuel Olivencia, suegro del candidato a la presidencia de la Junta de Andalucía, Javier Arenas, ya que su bufete de abogados asesoró legalmente y gestionó dichos expedientes de regulación de empleo y las prejubilaciones consecuentes. Olivencia percibió 120.000 euros del "fondo de reptiles".
El ex parlamentario del PSOE-A Ramón Díaz fue imputado el 20 de junio de 2012. Se le atribuye una activa participación en la inclusión de falsos prejubilados en los ERE de tres empresas.
El 2 de julio de 2013, la juez Alaya imputa en el caso a la exministra Magdalena Álvarez, que fuera Consejera de Economía y Hacienda de la Junta de Andalucía entre los años 1994 al 2004, junto a otros 20 ex altos cargos de la Junta, calificando este paso como uno de los más importantes tras dos años de fructuosa investigación.

### Petición de imputación de los expresidentes Griñán y Chaves
El 10 de septiembre de 2013, pocos días después de la dimisión de José Antonio Griñán como presidente de la Junta y su sustitución por Susana Díaz, la juez Mercedes Alaya publica un auto en el que instruye derechos como imputados a los expresidentes andaluces Griñán y Manuel Chaves, y de los exconsejeros Antonio Ávila, Carmen Martínez Aguayo, Manuel Recio, Francisco Vallejo y José Antonio Viera, permitiéndoles presentarse en la causa y designar a sus abogados defensores. Todos ellos son parlamentarios autonómicos o nacionales, lo que conlleva que, debido a su aforamiento, deben ser juzgados por el Tribunal Supremo y el Tribunal Superior de Justicia de Andalucía. En su auto, la juez determina "cierta carga incriminatoria [...] de prevaricación y malversación" de los fondos públicos de la Junta de Andalucía. Las personas mencionadas pasan a tener un estatus "equivalente al de un denunciado o querellado". Los expresidentes Chaves y Griñán, ahora diputado y senador respectivamente, no se consideran imputados si no lo declara así el Tribunal Supremo, competente para juzgarles.

## Repercusiones
El 11 de marzo de 2011, Carmen Martínez Aguayo, ex consejera de Economía y Hacienda, reconoció que, cuando era viceconsejera del ramo, no prestó atención a los informes de la Intervención General de la Consejería de los años 2005, 2006 y 2007, en los que se avisaba de que el método utilizado en la elaboración de los ERE no era el más apropiado y que su uso podría permitir la inscripción de falsos trabajadores. Según su declaración, ignoró estos informes al considerar que no suponían una advertencia importante y, pese a que la ley le obligaba a hacerlo, no informó de ellos al por entonces consejero y actual presidente de la Junta, José Antonio Griñán. Tanto el Partido Popular como Izquierda Unida han solicitado la destitución de Martínez Aguayo. El PP acusa a la consejera de hacer de "cortafuegos" para proteger al presidente autonómico y coincide en que ella no conocía el trabajo de la Intervención General, pero no por las causas que argumenta, sino porque los informes debieron ser entregados directamente a José Antonio Griñán, y que tanto él como el entonces presidente de la Junta, Manuel Chaves, eran conscientes del riesgo que podría suponer el procedimiento utilizado para conceder las prejubilaciones y aun así no hicieron nada por evitarlo.
En una entrevista en el diario El Mundo, Griñán admite que la Intervención advirtió acerca del uso defectuoso del fondo de los ERE, pero no informó de que esos defectos eran constituyentes de delitos de fraude. Carmen Martínez Aguayo, por su parte, señaló que la responsabilidad política del caso recae en los exconsejeros de Empleo, Viera y Fernández. Esto significaba desmarcarse de la posición que su partido defendió en la comisión de investigación de 2012. Izquierda Unida, socio de gobierno del PSOE, entiende que la juez Mercedes Alaya no haya imputado al exconsejero José Antonio Viera, pues esto le supondría dejar la instrucción de este caso en manos del Tribunal Supremo, al ser Viera diputado del Congreso y por tanto, aforado. El Partido Popular, por su parte, señala a Chaves como la persona clave de este escándalo de corrupción, después de que se conociera que el expresidente andaluz participó personalmente en la negociación de siete ERE presentados por la empresa malagueña A Novo Comlink, en los que se encontraron 42 prejubilados falsos.
Con estos argumentos, el vicesecretario general de Comunicación del PP, Esteban González Pons, ha pedido también la dimisión de Griñán y Chaves -que fue ministro de Política Territorial y vicepresidente segundo del Gobierno de España- y ha anunciado que presentará una querella contra ellos. La secretaria de organización del PSOE-A, Susana Díaz, defendió la actuación de Martínez Aguayo y la colaboración que presta su partido a la Justicia, y acusando al Partido Popular de "perseguir" a los socialistas mientras no combaten la corrupción de su propio partido, en clara alusión al caso Gürtel.
Posteriormente, el 17 de marzo de 2011, el presidente andaluz, José Antonio Griñán, se pronunció en la sesión de control al Gobierno para respaldar la declaración de la consejera Martínez Aguayo, dando a conocer que nunca fue informado sobre la falta de seguridad del "fondo de reptiles" demostrada a la postre con la aparición de intrusos en los EREs. El Partido Popular e Izquierda Unida han vuelto a exigir la destitución de la consejera por faltar a sus obligaciones y esta última formación también ha solicitado la celebración de elecciones anticipadas. Griñán contestó afirmando que iba a agotar la legislatura en marzo de 2012, convocándose elecciones el 25 de marzo de 2012
El 30 de marzo de 2011 la juez Mercedes Alaya solicitó las actas de todas las reuniones del Consejo de Gobierno de la Junta de los últimos diez años, para comprobar si en realidad el ejecutivo autonómico no era consciente de las irregularidades que se estaban materializando en los pagos de las prejubilaciones. En un principio, la Junta se negó alegando que las actas de sus reuniones son secretas y la juez no tenía competencias para conocer su contenido, aunque posteriormente accedió a remitir las actas en sobres lacrados y siempre con la condición de que el contenido de las mismas no sean revelados al público.
El 1 de abril de 2011, el Parlamento de Andalucía rechazó una proposición no de ley del Partido Popular para reprobar la actuación de los consejeros de Empleo, Manuel Recio, y Hacienda, Carmen Martínez Aguayo, durante el escándalo de los ERE. Solo apoyaron la moción los diputados del PP (47 votos). El PSOE, con su mayoría absoluta de 56 escaños, bloqueó la iniciativa. Los seis diputados de Izquierda Unida se abstuvieron, lo que provocó una fuerte discusión entre los portavoces de esta coalición y del PP.
El 5 de abril de 2011 el Parlamento de Andalucía aprobó por unanimidad una petición para que la Cámara de Cuentas de Andalucía elaborase un informe integral sobre todas las ayudas concedidas a los trabajadores de las empresas beneficiadas del "fondo de reptiles". El 22 de junio, un mes y medio después, la Cámara de Cuentas inició la redacción de este informe. Ante esta tardanza, el PP y el PSOE se acusan mutuamente de ser los culpables de los retrasos. El 3 de julio, el Tribunal de Cuentas del Estado admite a trámite una denuncia del Partido Popular e inicia una investigación paralela sobre los ERE irregulares, al entender que existe "un perjuicio a los fondos públicos".

## Imputados
El sábado 10 de marzo de 2012, la juez de Instrucción número 6 de Sevilla, Mercedes Alaya, ordena el ingreso en prisión provisional, comunicada y sin fianza del que fuera director general de Trabajo y Seguridad Social de la Junta de Andalucía durante nueve años, Francisco Javier Guerrero Benítez, ya que entiende que existe riesgo de fuga. Guerrero se convierte en el primero, de los alrededor de 50 imputados, que va a la cárcel por el desvío fraudulento de 136 millones de euros.
El 8 de septiembre de 2014, tras sumarse al caso unos 20 imputados nuevos, la cifra de implicados ascendió hasta alcanzar los 227 imputados

## Operación Heracles: comisiones ilegales
En la madrugada del 19 de marzo de 2013, la Guardia Civil llevó a cabo la detención de veinte personas, en el marco de las diligencias previas que instruía la juez Mercedes Alaya. Además se llevó a cabo la citación para que comparecieran tanto Francisco Javier Guerrero Benítez, que es enviado de nuevo a prisión, como el sindicalista de UGT de Jaén Juan Lanzas, apodado El conseguidor, cuya baja en UGT no se produjo sino hasta el 26 de marzo de 2013, cuatro días después de ser encarcelado por el caso de los ERE.
Juan Lanzas era la persona que negociaba con empresarios, que no teniendo en su empresa ningún problema y dando beneficios con normalidad, querían aplicar un ERE fraudulento y, así, poder despedir a trabajadores fijos y con muchos años de antigüedad, utilizando para indemnizarlos la financiación del plan de los ERE. De esta forma, el empresario puede contratar trabajadores con contratos temporales, para ocupar los puestos de trabajo de los trabajadores despedidos mediante el ERE y, claro está, los contrata con sueldos mucho menores y además no tiene que pagarles la antigüedad.
Esa idea y forma de actuar fue explicada por el ex-abogado del empresario José María Ruiz Mateos, Joaquín Yvancos, el 30 de marzo de 2013. El abogado Yvancos, añadió que "En cinco empresas de los Ruiz Mateos, se realizaron ERE de ese tipo y para cada uno de ellos, Ruiz Mateos le dio 600.000 € a "El Conseguidor" como "comisión" para que la cosa saliese bien". "Si un maestro, en un colegio cualquiera, en clase de aritmética, plantea un problema (para hacer en casa, con ayuda de Internet y de los padres) con un enunciado de este tipo: Teniendo en cuenta lo que gana un trabajador fijo y con antigüedad en una empresa en España, ¿cuánto dinero se embolsará un empresario o emprendedor, al despedir trabajadores fijos con las ayudas del plan de los ERE, para que ese empresario o emprendedor llegue a pagar 600.000 € a una supuesta mafia, para conseguir los despidos? El maestro que plantee un problema de ese tipo, ¿está adoctrinando? o ¿está educando a alevines de ciudadanos?". De esta forma el fondo de reptiles había sido utilizado con un propósito totalmente contrario para el que fue ideado en su origen según el presidente Manuel Chaves, que declaró en una entrevista televisiva que el fondo de los ERE fue creado para respaldar con dinero público a empresas con dificultades.
También el abogado Yvancos, dijo el mismo día que vio regatear el importe de la comisión, al receptor de la misma ("El conseguidor") y al donante (el patriarca de los Ruiz Mateos) y que uno de los argumentos que empleaba "El conseguidor" para fijar al alza dicha comisión, era que tenía que repartir con muchos. Al final fijaron los 600.000 € ya citados, lo que al aplicarse a cinco empresas de los Ruiz Mateos, o lo que es lo mismo a cinco ERE (uno por empresa) representaba que los Ruiz Mateos daban al conseguidor tres millones de euros en concepto de comisión. Añadió el abogado, que Ruiz Mateos y "El conseguidor", acordaron que los pagos, Ruiz Mateos los haría a plazos y se los entregaría en mano a al conseguidor. Yvancos siguió diciendo que al menos en el ERE de la empresa de Ruiz Mateos "González Byass" el sistema que establecieron Ruiz Mateos y "El conseguidor" para ir cobrando los plazos, fue la siguiente: la empresa, comunicaría al conseguidor a modo de contraseña, que: "ya tenía preparadas sus "equis" cajas de vino y podía pasar a recogerlas" a partir de esa comunicación, "El conseguidor" acudía a la empresa y recibía un sobre, con miles de euros, equivalentes a la cantidad "equis" de cajas de vino que en teoría retiraba. De esta forma, los trabajadores de la empresa, no se sorprenderían de ver al conseguidor aparecer tan a menudo por sus instalaciones. Hablar de "vino" para referirse ocultamente a cantidades de dinero es una práctica habitual en la jerga del crimen organizado, como lo demuestra la utilización de este recurso por la banda terrorista ETA según la investigación del caso Faisán.
Esta operación se ha centrado en las empresas intermediarias entre la Junta de Andalucía y los perceptores del dinero de los ERE. Entre las empresas investigadas están las aseguradoras Vitalia y Uniter, además de consultoras y bufetes de abogados. Estas empresas cobraron unas altas comisiones, muy por encima del precio de mercado, por la gestión de los ERE, llevándose un total estimado entre 50 y 68 millones de euros de fondos públicos de la Junta de Andalucía, a través del IFA (actual Agencia IDEA).